# Dracy-lès-Couches
Dracy-lès-Couches este o comună în departamentul Saône-et-Loire, Franța. În 2009 avea o populație de 168 de locuitori.

## Evoluția populației
| An        | 1975 | 1982 | 1990 | 1999 | 2006 | 2009 |
| --------- | ---- | ---- | ---- | ---- | ---- | ---- |
| Populație | 178  | 217  | 184  | 183  | 174  | 168  |